# Литературен критик
 Тази статия е за професията.  За вестника вижте Литературен критик (1941).  
Литературен критик е литератор и учен, занимаващ се с литературна критика, т.е. с интерпретацията и оценката на първо място на съвременни произведения, нови явления и тенденции в художествената литература от гледна точка на ценността им за съвременността (за разлика от литературоведите, занимаващи се с история и теория на литературата.
В англоезичния свят за литературни критици се смятат и хората, които се занимават с литературна история и литературна теория, а българското разбиране за оперативна работа върху новопубликувани текстове, което стеснява смисъла на понятието, има свое название – литературен журналист.

## Световни литературни критици
- Висарион Белински
- Георг Брандес
- Фердинан Брюнетиер
- Лев Данилкин
- Николай Добролюбов
- Валтер Йенс
- Мичико Какутани
- Адам Кирш
- Карл Краус
- Никълъс Лезард
- Адам Марс-Джоунс
- Джон Мълан
- Марсел Райх-Раницки
- Шарл-Огюстен дьо Сент-Бьов
- Йован Скерлич
- Джон Съдърланд
- Емил Фаге
- Франтишек Шалда

## Български литературни критици

### До Освобождението
- Нешо Бончев

### От Освобождението до 1945 г.
- Божан Ангелов
- Боньо Ангелов
- Георги Бакалов
- Владимир Василев
- Алберт Гечев
- Константин Гълъбов
- Кръстьо Кръстев
- Гео Милев
- Малчо Николов
- Симеон Радев
- Боян Пенев
- Васил Пундев
- Иван Радославов

### От епохата на НРБ
- Минко Бенчев
- Йордан Василев
- Михаил Василев
- Любен Георгиев
- Иван Гранитски
- Пенчо Данчев
- Борис Делчев
- Чавдар Добрев
- Тончо Жечев
- Пантелей Зарев
- Луко Захариев
- Светлозар Игов
- Ефрем Каранфилов
- Стоян Каролев
- Благовеста Касабова
- Васил Колевски
- Божидар Кунчев
- Атанас Лазовски
- Яко Молхов
- Енчо Мутафов
- Максим Наимович
- Михаил Неделчев
- Здравко Недков
- Минко Николов
- Иван Пауновски
- Николай Петев
- Емил Петров
- Здравко Петров
- Петър Пондев
- Иван Попиванов
- Симеон Правчанов
- Иван Руж
- Огнян Сапарев
- Иван Сестримски
- Иван Спасов
- Христо Стефанов
- Симеон Султанов
- Симеон Хаджикосев
- Иван Цветков
- Здравко Чолаков

### След 1989 г.
- Марин Бодаков
- Младен Влашки
- Пламен Дойнов
- Йордан Ефтимов
- Ангел Игов
- Димитър Камбуров
- Милена Кирова
- Амелия Личева
- Борис Минков
- Митко Новков
- Бойко Пенчев
- Владимир Сабоурин
- Владимир Трендафилов
- Вихрен Чернокожев